# Begonia matogrossensis
Begonia matogrossensis là một loài thực vật có hoa trong họ Thu hải đường. Loài này được L.B.Sm. ex S.F.Sm. & Wassh. mô tả khoa học đầu tiên năm 1999.